# Kume-jima
Kume-jima (jap. 久米島, Okinawaisch: Kumijima) ist eine Insel der Okinawa-Inseln der Ryūkyū-Inselkette.

## Geografie
Die 59,53 km² große Insel besteht aus zwei Hügelgruppen. Die nördliche Gruppe mit dem Uegusuku-dake (宇江城岳) von 310,4 m Höhe als höchster Erhebung wurde im Pliozän geformt und besteht aus Andesit überlagert von tuffartigem Sandstein, tuffartigem Schluffstein, Tuff und grobem Sandstein. Getrennt durch eine Ebene schließt sich eine südliche Gruppe mit dem Āra-dake (アーラ岳) von 287,8 m als höchster Erhebung an, die im Miozän aus Andesit geformt wurde.
Die Insel ist außer der Nordküste von Korallenriffen umgeben. Im Südwesten erstreckt sich ein Korallenriff von etwa 6 km Länge, bestehend aus den Segmenten Nishime-saki (西銘崎), Iri-bishi, Naka-bishi, Uku-bishi und Mae-bishi. Während Nishime-zaki und Iri-bishi ständig über dem Wasserspiegel ragen, tauchen die anderen Segmente nur bei Ebbe auf.
Auf der Insel herrscht ein subtropisches Klima mit einer Jahresdurchschnittstemperatur von 22,4 °C und einem Jahresniederschlag von 2200 mm.

### Zugehörige Landmassen
500 m östlich liegt die Insel Ou-shima (奥武島, auch Ō-shima, Ou-jima, Ō-jima), weitere 250 m die Insel Ōha-jima (オーハ島), auch Agariō(-jima) (東奥武(島), „Ost-Oushima“) und 300 m nordwestlich von Ōha-shima das Eiland Ichunza-iwa (イチュンザ岩).
Diese drei Inseln liegen innerhalb eines Korallenriffs, das nördlich der Inseln einen geschlossenen Haken von mehr als 10 km Länge bis zur östlichsten Erhebung Ugan-zaki (御神崎) bildet.
Danach verläuft, jedoch immer wieder unterbrochen auch südlich weiter erst bis südlich von Ou-shima und dann südwestlich bis an die Südspitze der Insel mit der Erhebung Shimajiri-saki (島尻崎). Der Abschnitt zwischen Ugan-saki und Ōha-jima bildet dabei drei große einzelne Korallen-Sandbänke – Mēnuhama (メーヌ浜, „vorderer Strand“), Naka no Hama (ナカノ浜, „mittlerer Strand“) und Hate no Hama (はての浜/ハテの浜, „Strand am Ende“), wobei letzteres auch als Sammelbezeichnung für alle drei verwendet wird – mit einer Gesamtlänge von 7 bis 8 Kilometer.
Zwischen Iri-bishi und der Insel befindet sich die Insel Itachaku-jima (一着島).
Hinzu kommen noch diverse Riffe, dessen größtes eine Landfläche von 0,82 km² besitzt, sowie noch sechs weitere mit Flächen von mindestens 0,01 km² (einem Hektar) – diese sieben Riffe haben eine Gesamtfläche von 1,49 km².
| Name                                        | Fläche [km²] | Koordinaten                   |
| ------------------------------------------- | ------------ | ----------------------------- |
| Riff 7                                      | 0,82         |                               |
| Ou-shima                                    | 0,63         | 26° 20′ 19″ N, 126° 49′ 47″ O |
| Hate no Hama                                | 0,53         | 26° 20′ 51″ N, 126° 53′ 13″ O |
| Ōha-jima                                    | 0,37         | 26° 20′ 25″ N, 126° 50′ 23″ O |
| Ugan-zaki                                   | 0,32         | 26° 21′ 28″ N, 126° 55′ 49″ O |
| Riff 3                                      | 0,27         |                               |
| Riff 1                                      | 0,20         |                               |
| Naka no Hama                                | 0,17         | 26° 20′ 23″ N, 126° 51′ 43″ O |
| Mēnuhama                                    | 0,13         | 26° 20′ 16″ N, 126° 51′ 12″ O |
| Riff 6                                      | 0,09         |                               |
| Riff 5                                      | 0,06         |                               |
| Shimajiri-saki                              | 0,04         | 26° 17′ 35″ N, 126° 48′ 55″ O |
| Riff 2                                      | 0,03         |                               |
| Itachaku-jima                               | 0,02         | 26° 20′ 47″ N, 126° 43′ 42″ O |
| Riff 4                                      | 0,02         |                               |
| Ichunza-iwa                                 | 0,02         | 26° 20′ 49″ N, 126° 50′ 11″ O |
| Karte mit allen Koordinaten: OSM \| WikiMap |              |                               |

Insgesamt befinden sich damit um Kume-jima 16 kleinere Inseln von mindestens einem Hektar Landfläche.

### Verwaltung
Administrativ gehören die Inseln zur Gemeinde Kumejima, wobei zum 1. Januar 2015 Kume-jima von 8243 Einwohnern in 3911 Haushalten bewohnt war, Ou-shima von 19 Personen in 14 Haushalten. 1960 lebten auf letzterer Insel noch 134 Personen.

## Tourismus
Kume-jima ist bekannt für seine Strände. Mēnuhama, Naka no Hama und Hate no Hama sind 7 bis 8 Kilometer lange Sandbänke und damit Inseln die ausschließlich aus Strand bestehen.
An der Ostküste von Kume-jima erstreckt sich von Höhe Ou-shima bis halbe Strecke nach Shimajira-saki der Sandstrand Eef Beach (イーフビーチ, Īfu Bīchi), der 1996 wegen seines 2 km langen feinkörnigen weißen Sandes als einer der schönsten Strände Japans ausgezeichnet wurde.
Eine andere Sehenswürdigkeit sind die Tatami-ishi (畳石, „Tatami-Steine“) ein 50 × 250 m großes Feld von sechseckigen Steinen, die wie das Muster eines Schildkrötenpanzers aussehen. Diese sind ein Naturdenkmal der Präfektur.

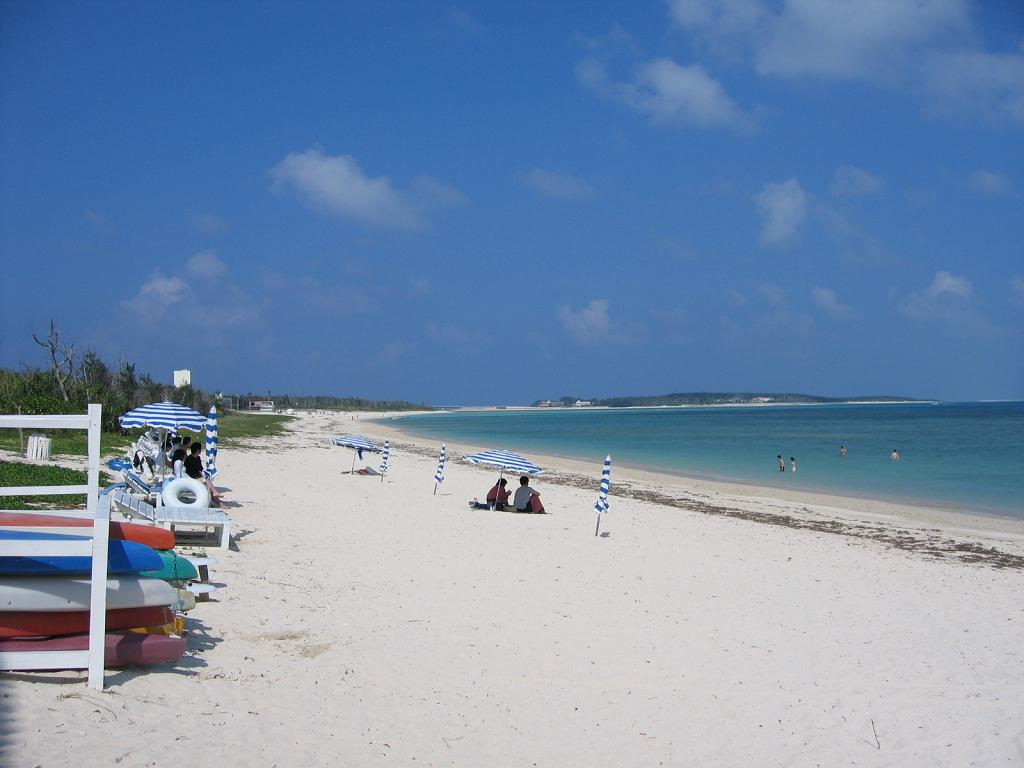
Eef Beach
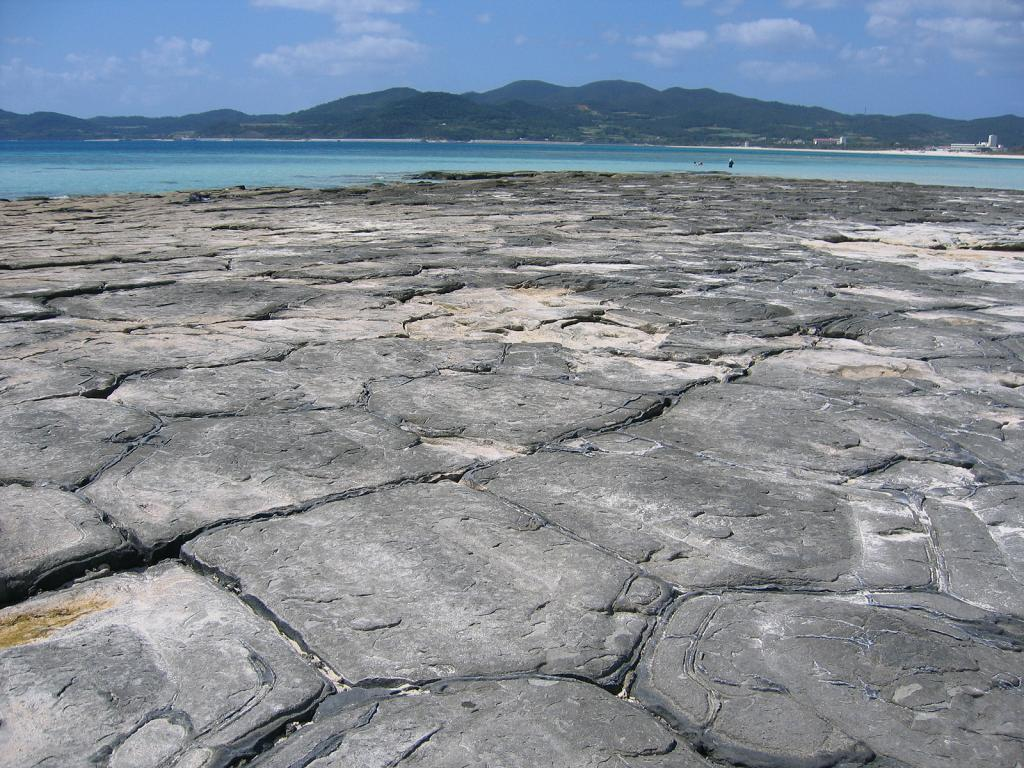
Tatami-ishi
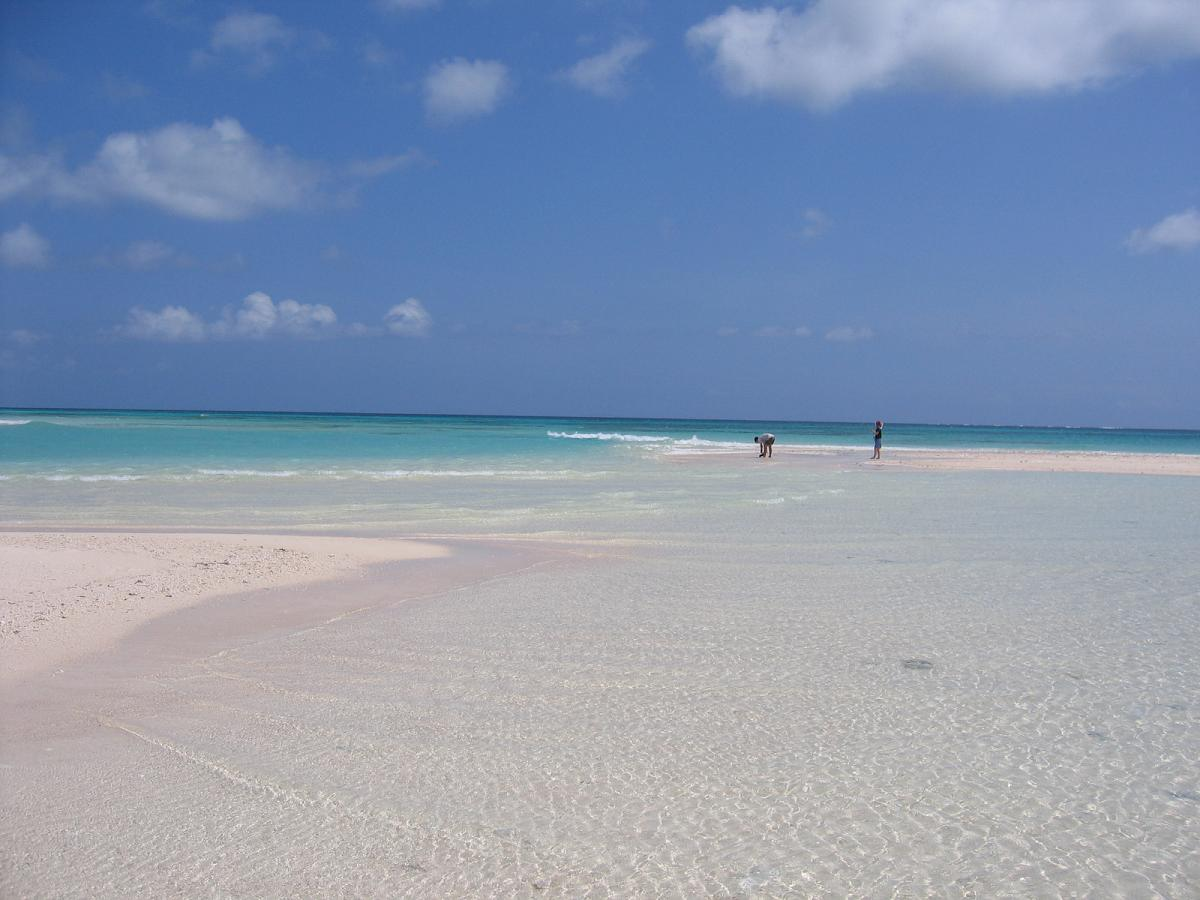
Hate no Hama

## Flora und Fauna
Der nördlichen Hügelgruppe entspringen die Flüsse Uraji-gawa und Shirase-gawa (白瀬川). Hinzu kommen viele kleine Bäche sowie sauerstoffreiche unterirdische Wasserläufe. Dieses wasserreiche Ökosystem ist die Heimat vieler seltener Arten, wie der 60 cm langen in den Bächen lebenden, vom Aussterben bedrohten Wassernatter Opisthotropis kikuzatoi und den erst 1993 beschriebenen Glühwürmchen Luciola owadai, die beide nur auf Kume-jima vorkommen, sowie der Japanischen Zacken-Erdschildkröte Geoemyda japonica die nur auf den Okinawa-Inseln vorkommt. Daher steht dieses Bach-Ökosystem unter Naturschutz und wurde im Oktober 2008 zum Ramsar-Gebiet erklärt. Weitere seltene Arten sind der Lidgecko Goniurosaurus kuroiwae yamashinae, die Giftnatter Sinomicrurus japonicus takarai, der Frosch Rana okinavana, der Veilchentaube Columba janthina, den Süßwasserkrabben Candidiopotamon kumejimense und Geothelphusa kumejima, dem Käfer Allomyrina dichotoma inchachina und Prosopocoilus dissimilis kumezimaensis und der Schnecke Satsuma mercatoria kumejimaensis. Die Vegetation ist geprägt von Wäldern aus der Scheinkastanie Castanopsis sieboldii ssp. lutchuensis und der Kiefer Pinus luchuensis.

## Geschichte
Während des Königreichs Ryūkyū wurde Kume-jima oft von chinesischen Boten, so genannten sapposhi, besucht, die auf ihrem Weg nach Shuri auf Okinawa waren. Als das Ryūkyū-Königreich 1609 mit Satsuma in den Krieg trat, gingen in Folge viele der Shuri-Eliten auf die abseits gelegene Insel.
Nachdem die Insel 1945 von den USA besetzt wurde, wird seit dem 14. September 1962 ein 2 ha großes Gebiet im Korallenriff zwischen Ōha-jima und Ugan-saki als Schießtestgelände Kume Jima Range (久米島射爆撃場, Kume-jima shabakugekiba) genutzt, zuerst von der US Navy, ab 27. Februar 1978 von der US Air Force für Bodenangriffe mit Flugzeugen bei simulierten Instrumentenanflug.